# Менсон (Айова)
Менсон (англ. Manson) — місто (англ. city) в США, в окрузі Калгун штату Айова. Населення — 1709 осіб (2020).

## Географія
Менсон розташований за координатами 42°31′42″ пн. ш. 94°32′25″ зх. д. / 42.52833° пн. ш. 94.54028° зх. д. (42.528385, -94.540155).  За даними Бюро перепису населення США в 2010 році місто мало площу 8,22 км², уся площа — суходіл.

## Демографія
Згідно з переписом 2010 року, у місті мешкало 1690 осіб у 771 домогосподарстві у складі 483 родин. Густота населення становила 205 осіб/км².  Було 860 помешкань (105/км²).
Расовий склад населення:
| - 99,2 % — білих - 0,2 % — корінних американців |

До двох чи більше рас належало 0,4 %. Частка іспаномовних становила 0,8 % від усіх жителів.
За віковим діапазоном населення розподілялося таким чином: 20,5 % — особи молодші 18 років, 53,6 % — особи у віці 18—64 років, 25,9 % — особи у віці 65 років та старші. Медіана віку мешканця становила 47,2 року. На 100 осіб жіночої статі у місті припадало 88,8 чоловіків;  на 100 жінок у віці від 18 років та старших — 82,2 чоловіків також старших 18 років.
Середній дохід на одне домашнє господарство  становив 48 952 долари США (медіана — 37 434), а середній дохід на одну сім'ю — 60 080 доларів (медіана — 51 845). Медіана доходів становила 43 553 долари для чоловіків та 28 977 доларів для жінок. За межею бідності перебувало 12,5 % осіб, у тому числі 15,1 % дітей у віці до 18 років та 9,2 % осіб у віці 65 років та старших.
Цивільне працевлаштоване населення становило 880 осіб. Основні галузі зайнятості: освіта, охорона здоров'я та соціальна допомога — 26,8 %, роздрібна торгівля — 15,2 %, виробництво — 10,5 %, мистецтво, розваги та відпочинок — 8,3 %.